# Katharina Truppe
Katharina („Kathi“) Truppe (* 15. Jänner 1996 in Villach, Kärnten) ist eine österreichische Skirennläuferin. Sie gehört seit 2017 der Nationalmannschaft des Österreichischen Skiverbandes an und ist auf die technischen Disziplinen Riesenslalom und Slalom spezialisiert.

## Biografie
Katharina Truppe stammt aus Altfinkenstein, wo sie am elterlichen Bauernhof aufwuchs. Das Skifahren erlernte sie im Alter von vier Jahren. Sie startet für den ASKÖ ESV St. Veit/Glan.
2013 nahm Truppe an den Europäischen Jugendwinterspielen in Poiana Brașov teil, schied jedoch sowohl im Riesenslalom als auch im Slalom im ersten Durchgang aus. Nachdem sie in FIS-Rennen bereits ansprechende Leistungen erbracht hatte, gab sie am 20. Jänner 2014 ihr Europacup-Debüt. Es folgten Siege im Australia New Zealand Cup und eine höchst erfolgreiche Europacup-Saison 2014/15, in der sie ein Rennen gewann und am Ende Rang zwei in der Slalomwertung belegte. Im selben Winter errang sie bei den Juniorenweltmeisterschaften in Hafjell die Bronzemedaille im Slalom.
Ihr Weltcup-Debüt gab Truppe am 13. Jänner 2015 im Slalom von Flachau. In derselben Saison folgten zwei weitere Einsätze im Slalom, wobei sie jedoch keinen Lauf ins Ziel brachte. Nach Saisonende belegte sie bei den Österreichischen Meisterschaften im Slalom hinter Carmen Thalmann Rang zwei. Aufgrund ihrer Europacuperfolge wurde sie vor Beginn der Saison 2015/16 in den A-Kader des ÖSV aufgenommen. Im Weltcup bestätigte sie dies, indem sie in Aspen mit Slalomrang 14 das erste Mal Punkte holte. Nachdem sie mit Platz 13 im Slalom von Åre und Platz 15 im Riesenslalom von Courchevel zwei weitere Topresultate erzielt hatte, gelang ihr am 29. Dezember im Slalom von Lienz mit Platz neun erstmals der Sprung unter die besten zehn eines Weltcuprennens.
Nach einer konstanten Saison 2016/17 mit drei Top-10-Resultaten, darunter Platz sechs in Flachau, nahm sie an den Weltmeisterschaften 2017 in St. Moritz teil. Mit der Mannschaft belegte sie den fünften Rang, im Riesenslalom kam sie zu Sturz und zog sich eine leichte Schienbeinverletzung zu. Im Slalom erreichte sie Rang 19. Bei den Weltmeisterschaften 2019 in Åre gewann sie mit der österreichischen Mannschaft die Silbermedaille. Am 23. November 2019 fuhr Truppe im Slalom von Levi auf den dritten Platz und erzielte damit ihr erstes Podestergebnis in einem Weltcuprennen.
Bei den Olympischen Winterspielen 2022 in Peking verpasste sie als Riesenslalom-Vierte knapp die Medaillenränge, nachdem sie zur Halbzeit des Rennens auf Rang zwei gelegen war. Nach einem Ausfall im Slalom gewann sie im Mannschaftswettbewerb gemeinsam mit Stefan Brennsteiner, Katharina Huber, Katharina Liensberger, Michael Matt und Johannes Strolz die Goldmedaille. 
Bei den Weltmeisterschaften 2025 in Saalbach gewann sie am 11. Februar 2025 gemeinsam mit der Super-G-Weltmeisterin Stephanie Venier Bronze in der erstmals ausgetragenen Team-Kombination. Vier Wochen Später gewann sie in Åre vor ihrer Teamkollegin Katharina Liensberger erstmals einen Weltcup-Slalom.

## Erfolge

### Olympische Spiele
- Peking 2022: 1. Mannschaftswettbewerb, 4. Riesenslalom

### Weltmeisterschaften
- St. Moritz 2017: 5. Mannschaftswettbewerb, 19. Slalom
- Åre 2019: 2. Mannschaftswettbewerb, 8. Slalom, 24. Riesenslalom
- Courchevel 2023: 18. Slalom
- Saalbach-Hinterglemm 2025: 3. Team-Kombination, 7. Slalom, 28. Riesenslalom

### Weltcup
- 5 Podestplätze, davon 1 Sieg:

| Datum        | Ort | Land     | Disziplin |
| ------------ | --- | -------- | --------- |
| 9. März 2025 | Åre | Schweden | Slalom    |

- 1 Podestplatzierung in Mannschaftswettbewerben

### Weltcupwertungen
| Saison  | Gesamt | Gesamt | Riesenslalom | Riesenslalom | Slalom | Slalom | Parallel | Parallel |
| Saison  | Platz  | Punkte | Platz        | Punkte       | Platz  | Punkte | Platz    | Punkte   |
| ------- | ------ | ------ | ------------ | ------------ | ------ | ------ | -------- | -------- |
| 2015/16 | 59.    | 127    | 34.          | 36           | 23.    | 91     | –        | –        |
| 2016/17 | 34.    | 260    | 24.          | 85           | 13.    | 175    | –        | –        |
| 2017/18 | 35.    | 222    | 39.          | 13           | 12.    | 209    | –        | –        |
| 2018/19 | 13.    | 470    | 21.          | 91           | 6.     | 379    | –        | –        |
| 2019/20 | 22.    | 294    | 22.          | 59           | 7.     | 209    | 22.      | 26       |
| 2020/21 | 28.    | 236    | 20.          | 78           | 12.    | 138    | 13.      | 20       |
| 2021/22 | 20.    | 433    | 10.          | 203          | 9.     | 219    | 20.      | 11       |
| 2022/23 | 34.    | 259    | 35.          | 37           | 11.    | 222    | –        | –        |
| 2023/24 | 41.    | 215    | 43.          | 15           | 13.    | 200    | –        | –        |

### Europacup
- Saison 2013/14: 190. Gesamtwertung, 90. Slalomwertung
- Saison 2014/15: 8. Gesamtwertung, 2. Slalomwertung, 13. Riesenslalomwertung
- 1 Sieg:

| Datum          | Ort            | Land    | Disziplin |
| -------------- | -------------- | ------- | --------- |
| 8. Jänner 2015 | Melchsee-Frutt | Schweiz | Slalom    |

### Juniorenweltmeisterschaften
- Hafjell 2015: 3. Slalom
- Sotschi 2016: 6. Riesenslalom

### Weitere Erfolge
- Österreichische Vizemeisterin im Slalom 2015
- Österreichische Jugendmeisterin im Riesenslalom 2014 und 2015 sowie Österreichische Jugendmeisterin im Slalom 2015
- 4 Podestplätze im Australia New Zealand Cup, davon 3 Siege
- 4 Siege in FIS-Rennen